# Raffaele Stern
Raffaele Stern (ur. 13 maja 1774 w Rzymie, zm. 30 grudnia 1820 tamże) – włoski architekt.

## Życiorys
Raffaele Stern urodził się w Rzymie 13 maja 1774 roku. Jego ojciec Giovanni (1734–1794) był architektem, matka Maria Giuseppa Prò da Traffé była Francuską, natomiast dziadek Ludovico Stern był malarzem. Zawodu architekta Raffaele uczył się u boku ojca. W 1788 roku zaprojektował dom przy via Zucchelli w Rzymie. W 1793 roku projekt domu autorstwa Sterna został wybrany i nagrodzony w Petersburgu. Młody architekt miał wówczas dziewiętnaście lat. W 1795 roku został zatrudniony przez Fabrykę Świętego Piotra, zaś w 1800 roku przez Kamerę Apostolską. Od 1805 roku zaczął uczyć w Akademii Świętego Łukasza. Był zaufanym architektem Lucjana Bonapartego, dla którego projektował przebudowę Palazzo Nuñez przy via Bocca di Leone, Villa di Canino oraz Villa alla Rufinella pod Frascati. Od 1806 roku Stern nadzorował odbudowę i prace przy Koloseum. Prace, promowane za pontyfikatu Piusa VII, nie zostały przerwane w okresie rządów napoleońskich w latach (1809–1814). Na zlecenie władz francuskich Stern przygotował projekt przebudowy Pałacu Kwirynalskiego w stylu neoklasycystycznym. Przed powrotem pałacu w ręce papieskie zdołano tylko przebudować galerię Aleksandra VII na rezydencję imperialną dla Marii Ludwiki. Napoleon nigdy na Kwirynale nie zamieszkał.
Po 1814 roku Stern ponownie został zatrudniony przez rząd Państwa Kościelnego. W Pałacu Kwirynalskim przebudowana została Cappella Paolina (1818), zbudowano Fontannę Dioskurów na placu przed pałacem. Od 1817 roku Stern nadzorował prace przy restauracji Łuku Tytusa. Od 1819 roku rozpoczęto budowę Braccio Nuovo dla Museo Chiaramonti w Muzeach Watykańskich. Prace przy Braccio Nuovo dokończył Pasquale Belli. W 1820 roku Stern został wiceprezydentem Akademii Świętego Łukasza. Zmarł na skutek konsekwencji upadku 30 grudnia 1820 roku. Został pochowany w Bazylice św. Wawrzyńca „in Lucina”, gdzie znajduje się obraz namalowany przez jego dziadka Ludovica Sterna Św. Franciszek Caracciolo adorujący Najświętszy Sakrament.

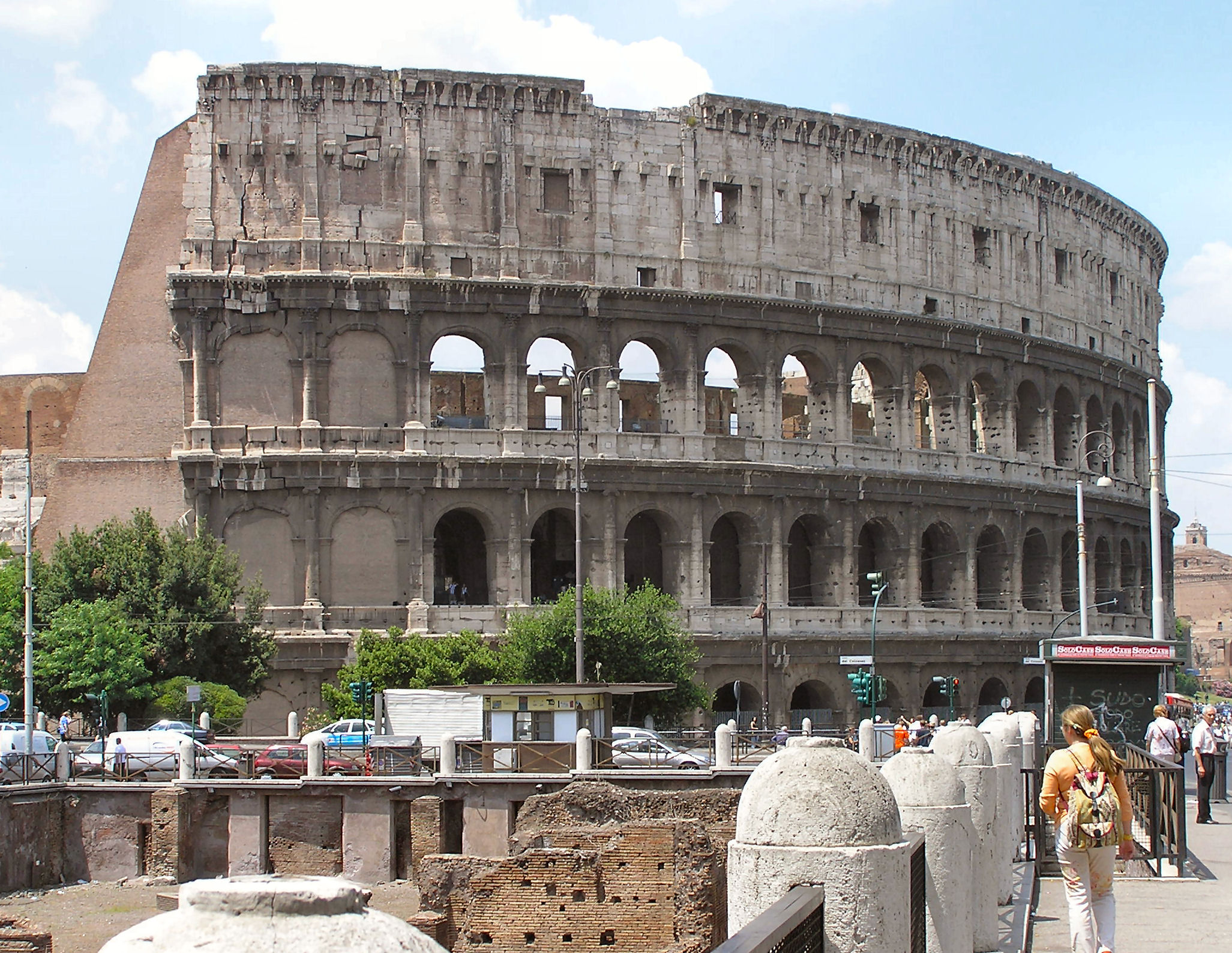
Koloseum, część odrestaurowana przez Sterna
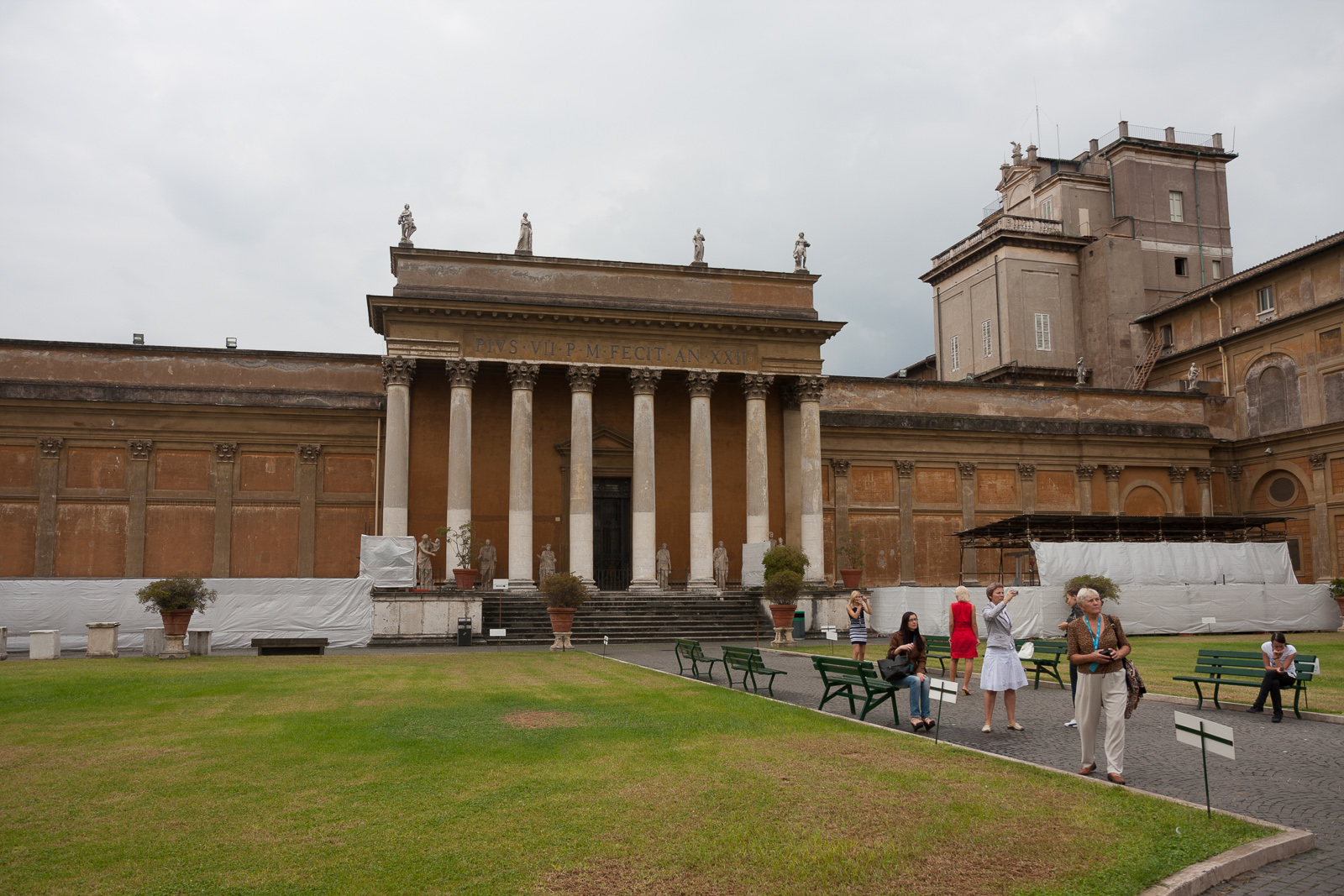
Braccio Nuovo od strony północnej
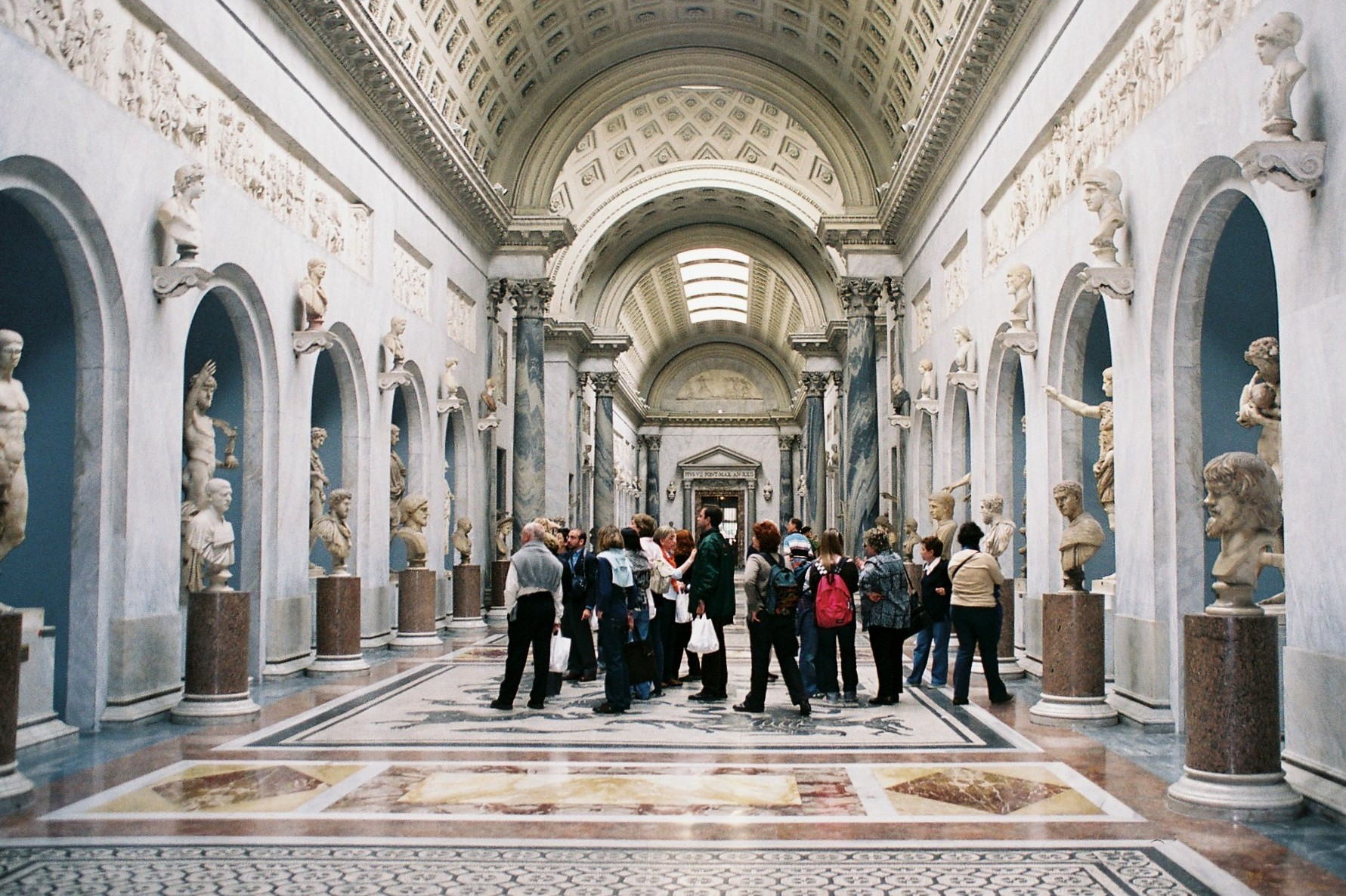
Braccio Nuovo, wnętrze
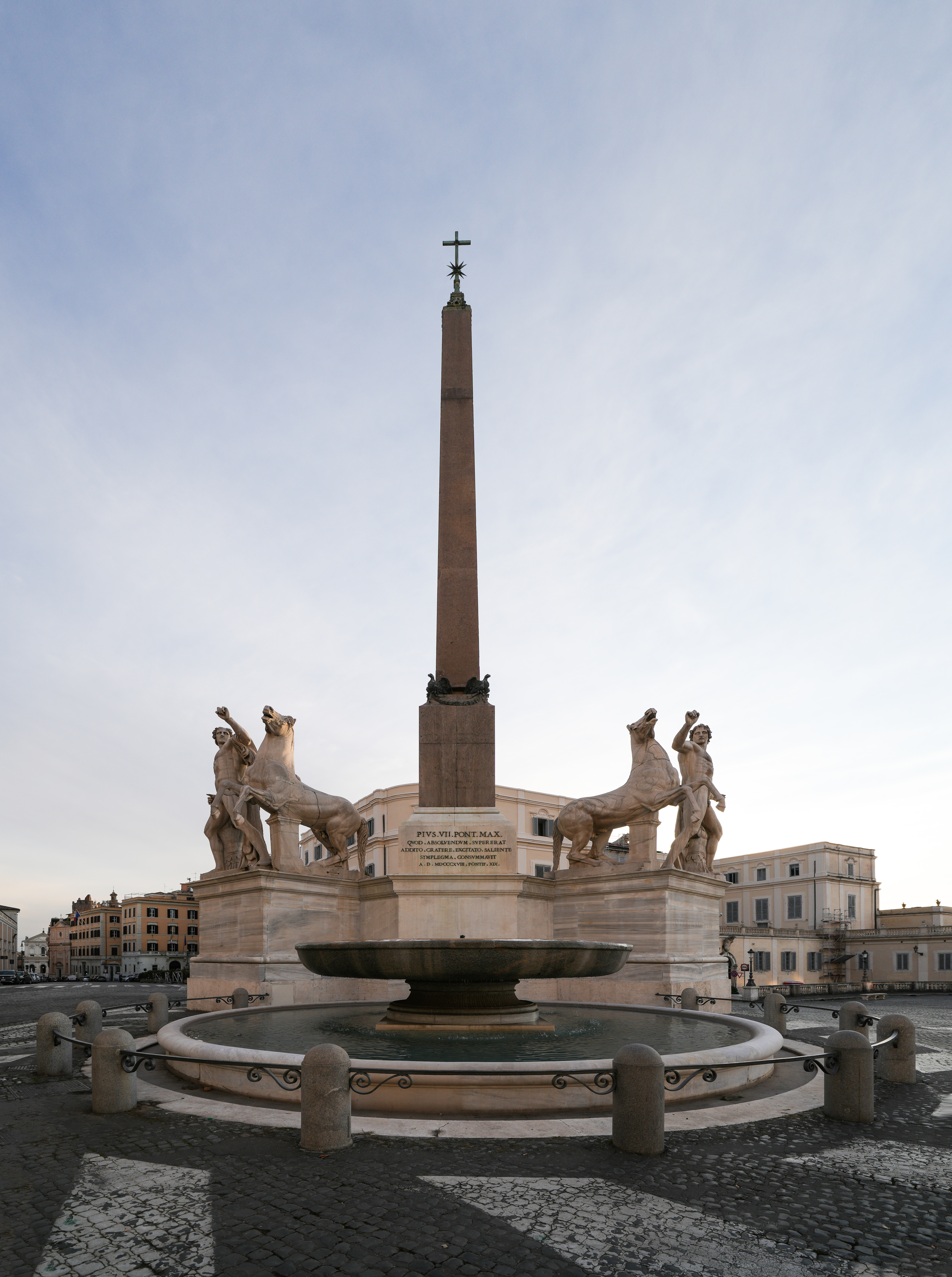
Fontanna Dioskurów